# Nesobolus loomisi
Nesobolus loomisi är en mångfotingart som beskrevs av Hoffman 1998. Nesobolus loomisi ingår i släktet Nesobolus och familjen Rhinocricidae. Inga underarter finns listade i Catalogue of Life.